# Alexei Rios
Alexei Rios (em bielorrusso: Аляксей Рыас, russo: Алексей Мануэлевич Риос (Aleksey Manuelevich Rios); Minsk, 14 de maio de 1987) é um futebolista profissional bielorrusso de ascendência peruana e espanhola que atua como meia. Atualmente, joga no Dinamo Minsk.

## Carreira

### Clubes
Tendo começado sua carreira no Dinamo Minsk, Rios foi contratado pelo Shakhtyor Soligorsk em 2005, quando tinha apenas 17 anos. Lá, ele estreou na Primeira divisão bielorrussa em 2007, onde jogou por oito anos antes de ser contratado pelo BATE Borisov em 2015.

### Internacional
Rios fez sua estreia na Seleção Bielorrussa de Futebol em 31 de agosto de 2016, depois de entrar no intervalo na vitória de 1–0 sobre a Noruega em uma partida amistosa. Marcou seu único gol na derrota por 4–1 para os Países Baixos em 7 de outubro de 2016, em partida válida pelas Eliminatórias da Copa do Mundo FIFA de 2018.

## Títulos

### Shakhtyor Soligorsk
- Copa da Bielorrússia: 2013–14

### BATE Borisov
- Vysshaya Liga: 2015, 2016, 2017, 2018
- Copa da Bielorrússia: 2014–15
- Super Copa da Bielorrússia: 2015, 2016, 2017

## Vida pessoal
Rios nasceu de um pai peruano e uma mãe bielorrussa em Minsk. Ele é casado.